# Botschafter des Erzgebirges
Botschafter des Erzgebirges ist ein Ehrentitel, der seit März 2010 von der Regionalmanagement Erzgebirge Wirtschaftsförderung Erzgebirge GmbH in Annaberg-Buchholz verliehen wird. Damit werden zeitgenössische Persönlichkeiten oder Organisationen aus dem sächsischen Erzgebirge gewürdigt, die ihre Heimat in mindestens einem der drei Bereiche Wirtschaft und Bildung, Kultur, Sport und Gesellschaft sowie Politik mit besonderem Engagement nach außen vertreten und damit nachhaltig die Entwicklung des sächsischen Erzgebirges als Wirtschaftsstandort und lebenswerte Region unterstützen.

## Ausgewählte Botschafter des Erzgebirges
- FC Erzgebirge Aue
- Helmuth Albrecht (* 1955 in Celle), Historiker und Hochschullehrer, seit 1997  Professor für Technikgeschichte und Industriearchäologie an der TU Bergakademie Freiberg
- Günter Baumann (* 1947 in Annaberg-Buchholz), Politiker (CDU), MdB
- Skerdilaid Curri (* 1975 in Kavaja), ehemaliger albanischer Fußballspieler und jetziger -trainer, von 2003 bis 2013 beim FC Erzgebirge Aue tätig
- Steffen Flath (* 1957 in Bärenstein im Erzgebirge), Politiker (CDU), MdL
- Jürgen Förster (1951–2018), Politiker (Freie Wähler-Gemeinschaft), von 2001 bis 2008 Landrat des Landkreises Annaberg[1]
- Richard Freitag (* 1991 in Erlabrunn), Skispringer
- Eric Frenzel (* 1988 in Annaberg-Buchholz), Nordischer Kombinierer
- Rainer Gebhardt (* 1953 in Annaberg-Buchholz), Mathematiker und Mathematikhistoriker
- Manfred Goedecke (* 1949 in Kirchworbis), Bergingenieur und ehemaliger Politiker (NDPD), Mitglied der Volkskammer der DDR
- Denise Herrmann (* 1988 in Schlema), Biathletin und Skilangläuferin
- Heidrun Hiemer (* 1952), Kommunalpolitikerin (CDU), von 2001 bis 2020 Oberbürgermeisterin von Schwarzenberg/Erzgeb.
- Björn Kircheisen (* 1983 in Erlabrunn), Nordischer Kombinierer
- Barbara Klepsch (* 1965 in Annaberg-Buchholz), Politikerin (CDU)
- Albrecht Kohlsdorf (* 1953), Kommunalpolitiker (CDU)
- Marianne Martin (* 1935 in Chemnitz), Mundartsprecherin, Heimatdichterin und Fernsehmoderatorin
- Max Neukirchner (* 1983 in Stollberg/Erzgeb.), ehemaliger Motorradrennfahrer
- Hans-Christoph Rademann (* 1965 in Dresden), Dirigent und Hochschullehrer
- Reinhard Schmidt (* 1946 in Oberhausen), Bergbauingenieur und Honorarprofessor, von 1991 bis 2010 Präsident des Sächsischen Oberbergamtes und von 2010 bis 2011 Oberberghauptmann
- Naoshi Takahashi (* 1973 in Nagoya), Dirigent in Annaberg-Buchholz und Aue, kehrte 2021 nach Japan zurück
- Marco Wanderwitz (* 1975 in Karl-Marx-Stadt), Politiker (CDU), MdB und Rechtsanwalt
- Frank Vogel (* 1957 in Sosa), Kommunalpolitiker (CDU)